# Ngô Lăng Vân
Ngô Lăng Vân (chữ Hán: 吳凌雲; ?-1863) là một thủ lĩnh thổ phỉ người Tráng chống triều đình nhà Thanh, là người thành lập nhà nước Đình Lăng (廷陵國, Đình Lăng quốc) tại vùng biên giới Quảng Tây giáp Đại Nam giai đoạn 1860-1868.

## Thân thế và khởi binh
Ngô Lăng Vân còn có tên là Nguyên Thanh (元清), người thuộc tộc Tráng, nguyên quán tại châu Tân Ninh, phủ Nam Ninh, tỉnh Quảng Tây. Ngô là thành viên trong một gia đình khá giả, có chút học thức và danh tiếng trong vùng.
Cuối thời Đạo Quang, một nhóm nông dân nổi dậy thất bại, bị quan quân địa phương truy lùng, Ngô đã che giấu cho họ. Năm 1851, sự việc bị phát giác, Ngô bỏ trốn. Trong thời gian này, Ngô liên lạc với các nhóm nổi dậy nhỏ khác, quy tụ lại làm một nhóm lấy hiệu là Toàn Thắng đường (全胜堂) và tự làm thủ lĩnh, đổi tên thành Lăng Vân. Năm 1852, tri châu Tân Ninh mang quân công phá Toàn Thắng đường. Ngô Lăng Vân thoát được, một lần nữa lại tiếp tục chiêu tập quân các nhóm nổi dậy. Tháng 10 năm 1853, Ngô chỉ huy quân nổi dậy công phá châu Tân Ninh, lấy thôn Lũng Phác làm căn cứ địa, từ đó mở rộng kiểm soát các vùng phụ cận 2 phủ Nam Ninh và Thái Bình.
Tháng 6 năm 1854, quân nổi dậy của Triệu Ứng Phương, Lục Thành Thái tấn công phủ Thái Bình thất bại, tàn binh gia nhập với quân Ngô Lăng Vân. Sau đó, lực lượng của các địa chủ châu Tân Ninh hợp binh công phá căn cứ Lũng Phác, Ngô phải lui về huyện Sùng Thiện (崇善) để gầy dựng lại lực lượng. Đến tháng 7 năm 1856, thấy binh lực đã có vẻ hồi phục, Ngô Lăng Vân một lần nữa mang quân đánh chiếm Tân Ninh, tuy nhiên đến tháng 10, quân Thanh và các quân địa chủ địa phương phối hợp đánh Tân Ninh, Ngô thua phải rút quân về thôn Lũng La.
Tháng 7 năm 1860, Ngô lại mang quân tiến đánh phủ Tân Ninh lần thứ 3, chiếm phủ Thái Bình và kiểm soát khu vực sát biên giới Đại Nam. Tháng 1 năm 1861, Ngô xưng Vương, kiến lập Đình Lăng quốc, khắc ấn "Đình Lăng ngọc tỷ", sử dụng nghi chế Hán quan, phong quan bái tước.
Tháng 6 năm đó, quân Thanh phản công và đến tháng 2 năm 1862, tấn công phủ Thái Bình. Phía Đình Lăng, quân sư Lương Quốc Trinh, nguyên soái La Phẩm Quang tử trận, Ngô phải rút về căn cứ địa Lũng La. Tháng 11, quân Thanh tấn công Lũng La. Tháng 1 năm 1863, Ngô Lăng Vân để con trai trưởng là Ngô Á Chung ở lại Lũng La phòng thủ, còn mình chỉ huy quân sĩ mở đường máu thoát ra ngoài để tìm viện quân. Tuy nhiên, giữa đường Ngô bị quân Thanh phục kích và bị tử thương.
Sau khi Ngô Lăng Vân chết, Ngô Á Chung tử chiến, mở đường máu thoát được, tiếp tục gây dựng lực lượng, duy trì nhà nước Đình Lăng. Mãi đến tháng 6 năm 1868, quân Thanh dốc toàn lực tấn công lực lượng của Ngô Á Chung. Ngô Á Chung thất trận, kéo quân rút qua biên giới Đại Nam và chiếm đóng vùng Cao Bằng. Bấy giờ, nhà nước Đình Lăng xem như đã bị xóa sổ.